# Rohový kop

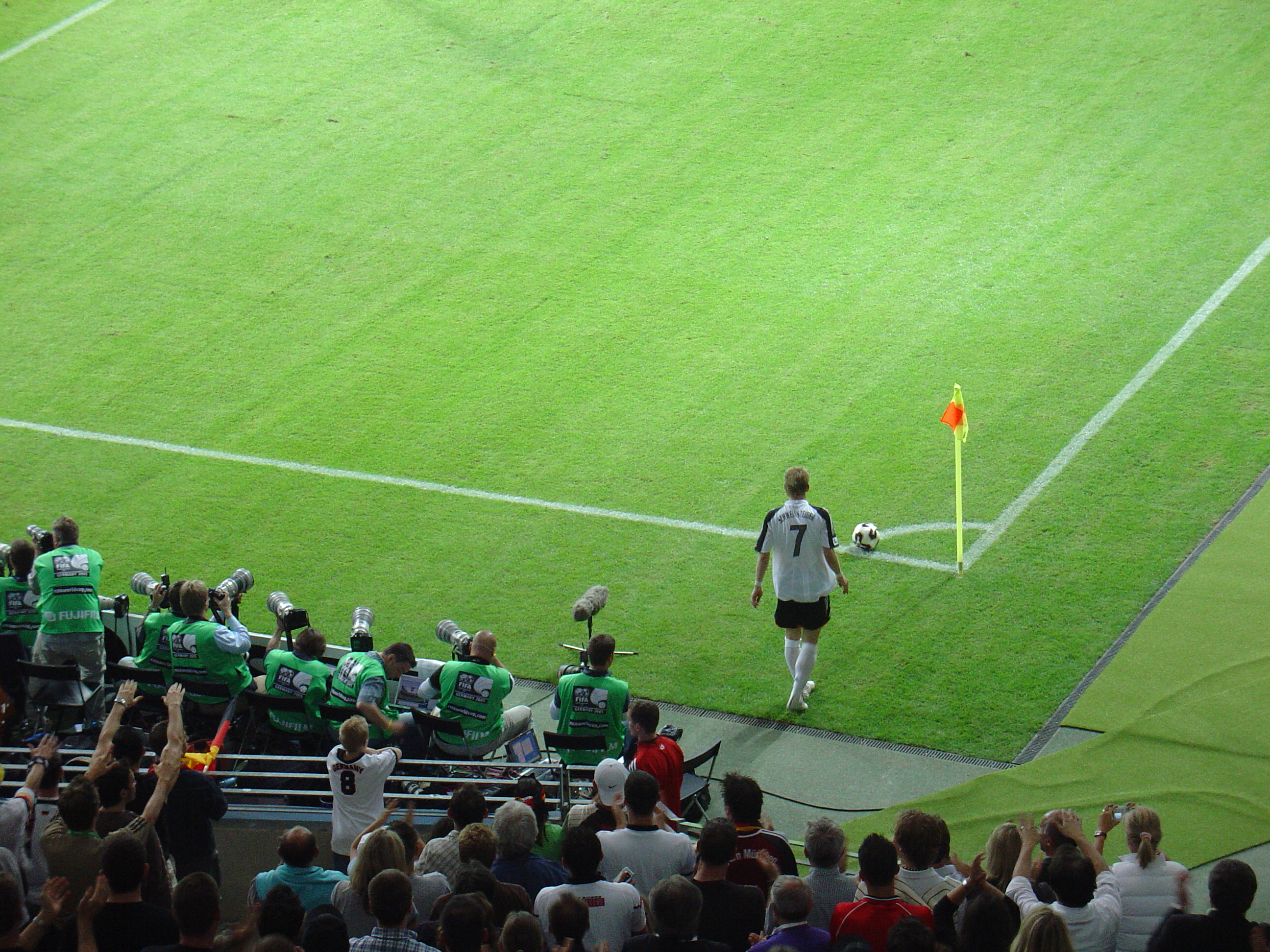
Hráč připravující se na rohový kop.

Rohový kop, zkráceně nazývaný roh, je standardní fotbalová situace, která se rozehrává od praporku vyznačující roh hrací plochy fotbalového hřiště. Zahrává se v případě, kdy se míč od bránícího hráče nebo brankáře dostane za brankovou čáru. Je možné jej kopnout buď s rotací od brány (míč se točí směrem od brankové čáry), k bráně (míč se točí směrem k brankové čáře) – z čehož může při shodě okolností padnout přímo gól (v obou případech se zde uplatňuje Magnusův jev) – a nebo se rozehrává na krátko.